# Çiftlikkale, Ekinözü
Çiftlikkale là một xã thuộc huyện Ekinözü, tỉnh Kahramanmaraş, Thổ Nhĩ Kỳ. Dân số thời điểm năm 2010 là 531 người.